# Annika Sörenstam

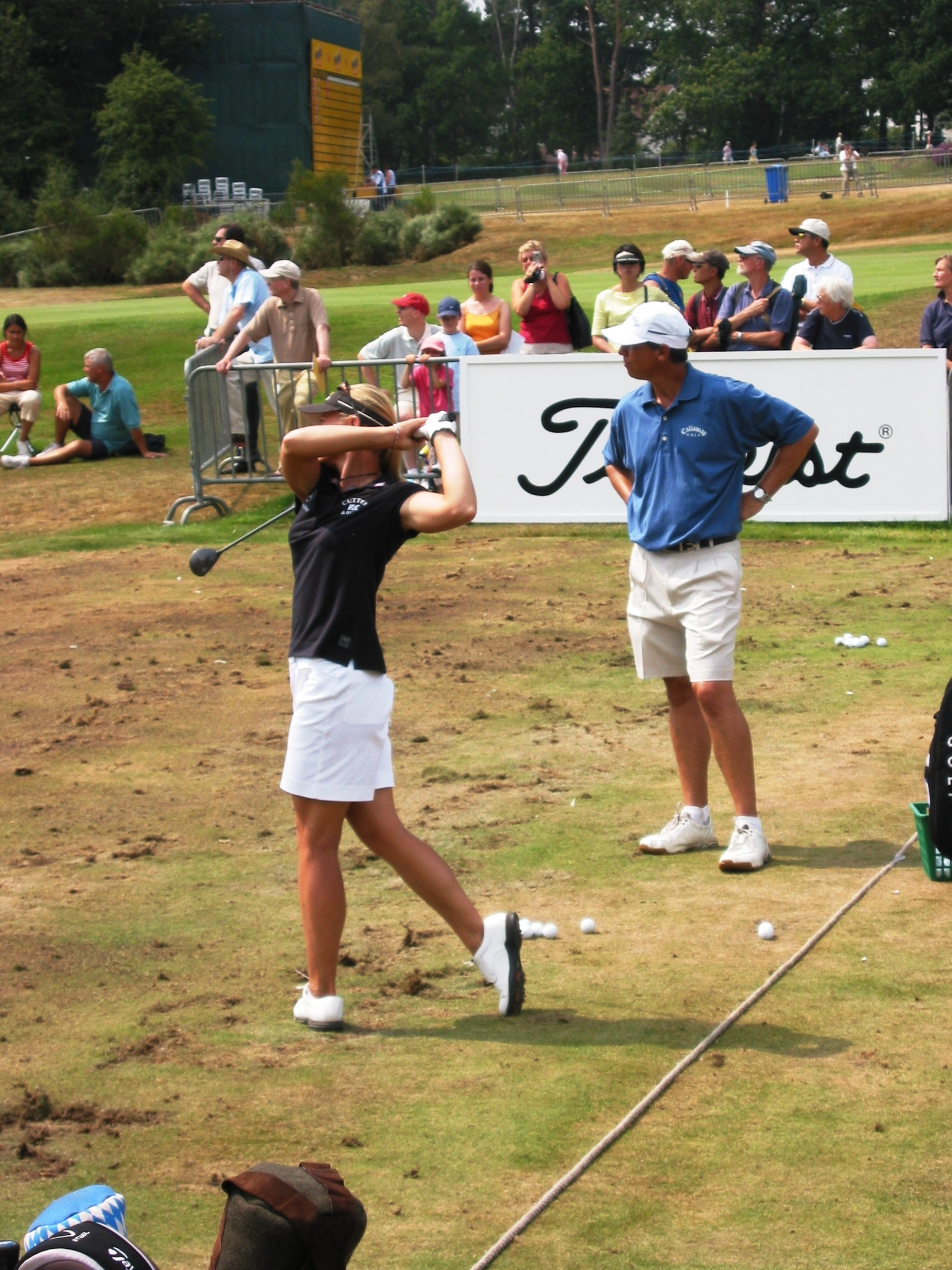
Sörenstam 2004

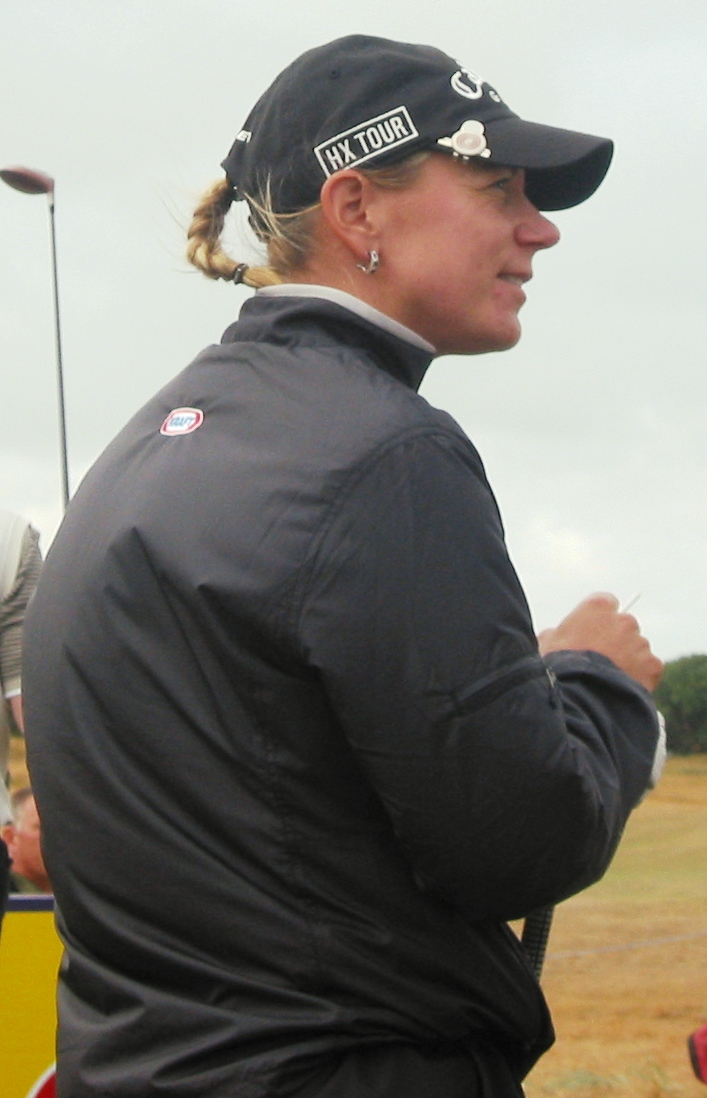
Annika Sörenstam

Annika Charlotta Sörenstam, född 9 oktober 1970 i Viksjö, Järfälla kommun, Stockholms län, är en svensk tidigare professionell golfspelare. Hon räknas som en av världens främsta kvinnliga golfspelare genom tiderna.

## Biografi
Sörenstam, uppväxt i Bro, Upplands Bro, var i sin tidiga ungdom även lovande i tennis och slalom, men tackade nej till t.ex. ett läger med svenska ungdomslandslaget i alpint. Hon var under samma tid ingen extrem talang i golf - men hade en stor träningsvilja. Hon blev professionell golfspelare 1992 på Ladies European Tour och på LPGA-touren 1994. Hon är en av de mest framgångsrika golfspelarna genom tiderna. 1995 vann hon penningligan både på Europatouren och LPGA-touren. Per den 11 maj 2008, har hon vunnit 72 segrar på LPGA-touren, däribland tio majors och hon har vunnit mer än 20 miljoner dollar under sin karriär i USA. På Europatouren har hon vunnit mer än 2 miljoner euro. Mellan 2000 och 2005 har hon vunnit minst fem tävlingar per år.
Sörenstam är utbildad vid University of Arizona.
Hon har vunnit åtta Rolex Player of the Year och är innehavare av många olika rekord, däribland den lägsta scoren under en golfrunda (59 slag under andra rundan av 2001 års Standard Register PING tournament) och 2002 hade hon den lägsta genomsnittsscoren under en säsongen, 68,7 slag. När hon den 16 oktober 2005 vann Samsung World Championship, blev hon den andra spelaren i historien att vinna samma tävling fem gånger. Hon delar rekordet med Mickey Wright. Hon var vid samma datum innehavare av femtio rekord i statistikböckerna.
2003 blev Sörenstam inbjuden att spela i herrarnas PGA Tour-tävling på The Colonial vilket gjorde henne till den första kvinna som ställde upp i en proffstävling för herrar på 58 år.  Babe Zaharias var den som senast utmanade männen 1945 i Los Angeles Open.[källa behövs] Hon slutade på 96:e plats av de 111 som ställde upp och missade cutten. Att hon ställde upp i tävlingen gillades inte av alla och bland kritikerna fanns Vijay Singh.
Hon kvalificerade sig för World Golf Hall of Fame 2000 men kunde inte komma med eftersom hon ännu inte hade spelat i tio år på LPGA-touren, vilket hon hade gjort 2003, då hon blev invald. Hon vann de två sista tävlingarna 2004 och de tre första 2005, fem segrar i rad på LPGA-touren vilket är ett rekord hon delar med Nancy Lopez.
2005 blev hon den första kvinnliga golfspelaren som vann samma major tre år i följd när hon vann LPGA Championship och hon är en av sex damer som har vunnit fyra olika majors (de övriga är Mickey Wright, Louise Suggs, Juli Inkster, Karrie Webb och Pat Bradley).
Hon har deltagit i Solheim Cup åtta gånger (1994, 1996, 1998, 2000, 2002, 2003, 2005, 2007).
Hon slutade spela golf professionellt 2008. Hon avslutade sin karriär och sista tävling med en birdie i Europatourtävlingen i Dubai, där hon slutade sjua. Totalt under golfkarriären tjänade Annika Sörenstam minst 194 miljoner kronor i prispengar.
I januari 2009 erhöll Sörenstam H.M. Konungens medalj i 8:e storleken i högblått band.
På midsommardagen 2010 debuterade hon som sommarpratare i radioprogrammet Sommar på Sveriges Radio P1.
Den 23 Mars 2020 fick Annika Sörenstam Presidentens frihetsmedalj, utdelad av USA:s president Donald Trump
Den 2 december 2020 utsågs hon till ordförande för Internationella golfförbundet från 1 januari 2021.

## Familj
Sörenstam är dotter till Tom och Gunilla Sörenstam och har en syster, Charlotta Sörenstam.
Mellan 1997 och 2004 var hon gift med amerikanen David Esch.
Sörenstam är sedan 2009 omgift och har två barn med sin make Michael McGee, son till Jerry McGee (född 1943 i Ohio, död 2021), en f.d. spelare på PGA-touren.

## Medborgarskap
Annika Sörenstam har numera dubbelt medborgarskap, sedan hon strax före US Open 2006 även tillerkänts amerikanskt medborgarskap. Hon har dock behållit sitt svenska medborgarskap, och hon spelade i Solheim Cup alltid i det europeiska laget.

## Meriter

### Majorsegrar
- 1995 US Women's Open
- 1996 US Women's Open
- 2001 Kraft Nabisco Championship
- 2002 Kraft Nabisco Championship
- 2003 LPGA Championship, Weetabix Womens British Open
- 2004 LPGA Championship
- 2005 Kraft Nabisco Championship, LPGA Championship
- 2006 US Women's Open

### Segrar på LPGA-touren
- 1995 GHP Heartland Classic, Samsung World Championship of Women's Golf
- 1996 CoreStates Betsy King Classic, Samsung World Championship of Women's Golf
- 1997 Chrysler-Plymouth Tournament of Champions, Cup Noodles Hawaiian Ladies Open, Longs Drugs Challenge, Michelob Light Classic, CoreStates Betsy King Classic, ITT LPGA Tour Championship
- 1998 Michelob Light Classic, ShopRite LPGA Classic, JAL Big Apple Classic, SAFECO Classic
- 1999 Michelob Light Classic, New Albany Golf Classic
- 2000 Welch's/Circle K Championship, Firstar LPGA Classic, Evian Masters, Jamie Farr Kroger Classic, Japan Airlines Big Apple Classic
- 2001 Welch's/Circle K Championship, Standard Register Ping, The Office Depot Hosted by Amy Alcott, Chick-fil-A Charity Championship, Bank of Montreal Canadian Women's Open, CISCO World Ladies Match Play Championship, Mizuno Classic
- 2002 LPGA Takefuji Classic, Aerus Electrolux USA Championship, Kellogg-Keebler Classic, Evian Masters, ShopRite LPGA Classic, Williams Championship, Safeway Classic, Samsung World Championship, Mizuno Classic, ADT Championship
- 2003 The Office Depot Championship, Kellogg-Keebler Classic, Safeway Classic Presented by Pepsi, Mizuno Classic
- 2004 Safeway International, The Office Depot Championship, LPGA Corning Classic, John Q. Hammons Hotel Classic, Samsung World Championship, Mizuno Classic, ADT Championship
- 2005 MasterCard Classic, Safeway International presented by Coca-Cola, Chick-fil-A Charity Championship, Shoprite LPGA Classic, John Q. Hammons Hotel Classic, Samsung World Championship, Mizuno Classic, ADT Championship
- 2006 MasterCard Classic, State Farm Classic
- 2008 SBS Open at Turtle Bay, Stanford International Pro-Am, Michelob ULTRA Open at Kingsmill

### Segrar på Europatouren
- 1995 OVB Damen Open, Hennessy Cup
- 1996 Trygg-Hansa Ladies' Open
- 1997 Compaq Open
- 1998 Compaq Open
- 2002 ANZ Ladies Masters, Compaq Open
- 2004 ANZ Ladies Masters, HP Open
- 2005 Scandinavian TPC hosted by Annika
- 2006 Scandinavian TPC hosted by Annika, Dubai Ladies Masters

### Övriga segrar
- 1991 Swedish International
- 1992 World Amateur Champion
- 1994 Holden Australian Open Championship
- 1995 Australian Masters
- 1997 JCPenney/LPGA Skins Game
- 2001 Wendy's 3-Tour Challenge (med Dottie Pepper och Karrie Webb)
- 2003 Nichirei Cup
- 2006 Women's World Cup of Golf (med Liselotte Neumann).

### Utmärkelser
- 1993 Player of The Month Awards
- 1994 Rolex Rookie of the Year
- 1995 Jerringpriset, Svenska Dagbladets guldmedalj, Rolex Player of the Year, Vare Trophy, vinnare av penningligan både på Europatouren och LPGA-touren, Golf Writers Association of America Female Player of the Year
- 1996 Vare Trophy, ESPY Award
- 1997 Rolex Player of the Year, Golf Writers Association of America Female Player of the Year, vinnare av penningligan
- 1998 Rolex Player of the Year, Vare Trophy, ESPY Award, vinnare av penningligan
- 1999 ESPY Award
- 2000 Golf Writers Association of America Female Player of the Year
- 2001 Rolex Player of the Year, Vare Trophy, Crowne Plaza Achievement Award, Golf Writers Association of America Female Player of the Year, vinnare av penningligan, Årets kvinnliga idrottare
- 2002 Rolex Player of the Year, Vare Trophy, Crowne Plaza Achievement Award, ESPY Award, Golf Writers Association of America Female Player of the Year, vinnare av penningligan
- 2003 Jerringpriset, Årets kvinnliga idrottare, World Golf Hall of Fame, Rolex Player of the Year, ESPY Award, Patty Berg Award, vinnare av penningligan, United States Sports Academy Female Athlete of the Year, Golf Writers' Trophy, Laureus World Sports Awards Sportswoman of the Year, Golf Writers Association of America Female Player of the Year
- 2004 Rolex Player of the Year, ESPY Award, vinnare av penningligan, Women's Sports Foundation Sportswoman of the Year, Association of Golf Writers Player of the Year, Metropolitan Golf Writers Association Golf Tee Award, Associated Press Female Athlete of the Year, (Vare Trophy vanns av Grace Park på 69,99 slag. Sörenstam hade 68,70 slag men hade bara spelat 66 av de 70 ronder som krävs).
- 2005 Rolex Player of the Year, ESPY Award, vinnare av penningligan, Vare Trophy.
- 2009 Hans Majestät Konungens medalj av 8:e storleken med högblått band, utdelad av Sveriges kung Carl XVI Gustaf
- 2021 Presidentens frihetsmedalj, utdelad av USA:s president Donald Trump

## Källhänvisningar
1. ↑  Sveriges befolkning 1990, DVD-ROM, Riksarkivet SVAR 2011
2. ↑  https://aftonbladet.se/sportbladet/golf/article10365180.ab
3. ↑  LPGA
4. ↑  ”Rolex Player of the Year | LPGA | Ladies Professional Golf Association” (på engelska). LPGA. http://www.lpga.com/players/award-winners/rolex-player-of-the-year. Läst 8 mars 2017.
5. ↑  Sandahl, Lennart (2 maj 2016). ”59 SLAG: De har slagit golfens magiska nummer”. Arkiverad från originalet den 9 mars 2017. https://web.archive.org/web/20170309063235/http://golfing.se/2016/05/02/2ab05y-59-slag-de-har-slagit-golfens-magiska-nummer. Läst 8 mars 2017.
6. 1 2  Nyström, Jacob. ”När Annika mötte männen”. Golf Digest. Arkiverad från originalet den 15 augusti 2017. https://web.archive.org/web/20170815233703/http://www.golfdigest.se/artiklar/artiklar/20150522/nar-annika-motte-mannen/. Läst 8 mars 2017.
7. ↑  Göteborgs-Posten 2008-05-13 21:50 Arkiverad 30 april 2005 hämtat från the Wayback Machine.
8. ↑  Hellsten, Carl Magnus (2008-12-08): "Hon har spelat in 194 miljoner". Golf.se. Läst 3 november 2014.
9. ↑  Sörenstam får kunglig medalj (Sydsvenska Dagbladet 28 januari 2009)
10. ↑  ”Annika Sörenstam - Sommar & Vinter i P1”. sverigesradio.se. (Sveriges Radio). http://sverigesradio.se/sida/avsnitt/126323?programid=2071. Läst 8 mars 2017.
11. ↑  ”President Donald J. Trump to Award the Medal of Freedom – The White House”. trumpwhitehouse.archives.gov. https://trumpwhitehouse.archives.gov/briefings-statements/president-donald-j-trump-award-medal-freedom-7/. Läst 12 maj 2025.
12. ↑  ”Sörenstam ordförande i internationella golfförbundet” (på svenska). SVT Sport. 3 december 2020. https://www.svt.se/sport/golf/sorenstam-ordforande-i-internationella-golfforbundet. Läst 3 december 2020.
13. ↑  ”Annika Sörenstam skiljer sig”. SvD.se (SvD). https://www.svd.se/annika-sorenstam-skiljer-sig. Läst 8 mars 2017.
14. ↑  ”Annika Sörenstam satsar allt på barnen: ”Ska bli mamma på heltid””. www.hant.se. Arkiverad från originalet den 9 mars 2017. https://web.archive.org/web/20170309062524/http://www.hant.se/annika-sorenstam-satsar-allt-pa-barnen-ska-bli-mamma-pa-heltid/. Läst 8 mars 2017.
15. ↑  Riner, Dax: Annika Sorenstam, Lerner, Minneapolis 2007; sid 90. Läst 2012-03-20.